# Аршиново (Нижегородская область)
Арши́ново — деревня в Воскресенском районе Нижегородской области, Владимирском сельсовете. Находится в 52 км от административного центра сельсовета. Имеет только одну улицу Полевая..
По данным на 1999 год, численность населения составляла 23 чел.